# Проект (видання)
«Проект» — російськомовне інтернет-видання, яке спеціалізується на журналістських розслідуваннях. Основане у 2018 році журналістом Романом Баданіним (раніше — головний редактор телеканалу «Дождь» та інших ЗМІ). У липні 2021 року Прокуратура Російської Федерації внесла видання до списку «небажаних організацій», через що видання було змушене закритися. У вересні того ж року видання було перезапущено під назвою «Агентство», а 31 березня 2022 року «Проект» перезапустився під вихідною назвою.

## Історія
Роман Баданін з 2001 року працював у виданнях «Газета.Ru», «Форбс», «Інтерфакс», «РБК» і «Дождь» на посаді головного редактора. У 2017 році поїхав навчатися журналістики в Стенфордський університет (за першою освітою він історик). У 2018 році, після закінчення навчання і повернення в Росію, він вирішив зайнятися журналістськими розслідуваннями у форматі інтернет-видання, якими він займався раніше. До проєкту він залучив своїх колег по роботі в «Дожде» (Марію Жолобову і Михайла Рубіна), а також РБК. У липні 2018 року повідомлялося:
У «Проекті» працюють близько десяти осіб, його бюджет — до 0,5 млн дол.
У листопаді 2018 року Владислав Клюшин, помічник першого заступника глави адміністрації президента Олексія Громова, подав на Баданіна до суду з вимогою спростувати інформацію «Проекту» про те, що Клюшин є власником Telegram-каналу «Незыгарь». У 2019 році Московський міський суд зобов'язав «Проект» видалити інформацію про це.

### Судове переслідування і заборона діяльності в Росії
У червні 2021 року у трьох редакторів видання — Баданіна, Жолобової та Рубіна — відбулися обшуки за справою Іллі Трабера (ч. 2 ст. 128.1 КК РФ «Наклеп, що міститься в публічному виступі, творі, що публічно демонструється, засобах масової інформації»), який фігурував у розслідуваннях Баданіна та Жолобової у 2018 році, коли вони працювали на «Дожді». За даними, наведеними виданням «Форбс», у цій справі вони отримали статус свідків. 29 червня агентство ТАРС повідомило, що поліція вважає Баданіна підозрюваним. Пізніше видання уточнило, що журналісти у справі є свідками. Самі ж журналісти вважали, що на них чиниться тиск через розслідування про главу МВС Володимира Колокольцева, яке вийшло напередодні. Рада з прав людини при президенті РФ висловила намір дати експертну оцінку діям поліції і зазначила, що обшук могли використати як форму тиску, а журналісти не мають стосунку до розслідуваної події.
15 липня 2021 року вийшло останнє розслідування «Проекту», присвячене діяльності іркутського депутата й підприємця Євгена Бакурова. Того ж дня Генеральна прокуратура РФ визнала видання «небажаною організацією» в Росії. «Проект» став першим ЗМІ в такому статусі. Прокуратура обґрунтувала своє рішення тим, що діяльність видання «становить загрозу основам конституційного ладу і безпеки» Росії. У тому ж рішенні головного редактора «Проєкту» Романа Баданіна і журналістів видання Ольгу Чуракову, Юлію Лук'янову, Марію Желєзнову і Петра Маняхіна було внесено до списку ЗМІ — «іноземних агентів».
16 липня 2021 року видання повідомило про ліквідацію свого видавця, компанії Project Media, Inc., зареєстрованого в США, у зв'язку з визнанням його «небажаною організацією» в Росії.
23 липня 2021 року до списку ЗМІ — «іноземних агентів» було додано ще трьох журналістів видання — Михайла Рубіна, Софію Гройсман і Юлію Апухтіну. Після цього Роман Баданін і його заступник Михайло Рубін виїхали з Росії, оскільки вважали, що їхня професійна діяльність може загрожувати життю й свободі. Баданін додав, що планує «евакуювати» журналістів видання заради їхньої безпеки.
2 серпня 2021 року директор Служби зовнішньої розвідки Російської Федерації Сергій Наришкін в ефірі каналу «Соловйов Live» заявив про зв'язок The Insider і «Проекту» з ексспівробітниками західних спецслужб. «Ми так відчуваємо і бачимо».
26 жовтня 2021 року Роскомнадзор заблокував сайт «Проекту» на вимогу Генеральної прокуратури за поширення матеріалів «небажаної організації» за статтею 15.3 Федерального закону № 149-ФЗ «Про інформацію, інформаційні технології та про захист інформації».
18 грудня 2021 року Роскомнадзор наказав виданням Meduza, The Village, Znak.com і телеканалу «Дождь» видалити понад 60 публікацій, які висвітлювали розслідування «Проекту». Було, зокрема, видалено публікації про Дмитра Медведєва, Юрія Ковальчука, Аркадія Ротенберга, Рамзана Кадирова, Наілю Аскер-заде і знайому Путіна Світлану Кривоногих. Усі ці ЗМІ виконали вимогу і видалили зазначені матеріали.
14 квітня 2023 року Мін'юст РФ вніс «Агентство» до реєстру «іноземних агентів».
2 червня 2023 року Мін'юст РФ вніс «Проект» і його співробітників Романа Баданіна, Михайла Рубіна, Катю Ареніну, Віталія Солдатських, Михайла Маглова, Поліну Махольд, Бориса Дубаха, Софію Маневич до переліку «іноземних агентів». Видання стало першою організацією, визнаною такою вже після внесення до списку небажаних організацій.
15 грудня 2023 року до списку «іноземних агентів» внесено журналіста «Агентства» Андрія Затірка.

### «Агентство»
23 серпня 2021 року Баданін заявив про плани створення нового ЗМІ, «Агентство», назва якого пов'язана зі статусом «іноземного агента». 6 вересня 2021 року «Агентство» було запущено, а телеграм-канал «Проекту» було перейменовано на «Агентство». 6 березня 2022 року сайт видання agents.media був заблокований Роскомнадзором на вимогу Генпрокуратури від 24 лютого, коли розпочалася повномасштабне вторгнення Росії в Україну і були заблоковані або вимушені закритися кілька російських незалежних ЗМІ. Видання запевнило свою аудиторію, що не збирається зупиняти роботу у зв'язку з блокуванням. 13 березня було створено телеграм-канал «Агентство. Новости», у якому на регулярній основі стали виходити новини колективу «Агентства». 22 березня про відкриття новинного каналу було оголошено офіційно.

### Відновлення «Проекту»
31 березня 2022 року було оголошено про перезапуск «Проекту» під оригінальною назвою. Головред Роман Баданін пояснив, що перезапуск видання під назвою «Агентство» у вересні 2021 року був зумовлений спробою убезпечити авторів і читачів від переслідувань у Росії у зв'язку із занесенням «Проєкту» до списку небажаних організацій та визнанням журналістів видання «іноземними агентами»,
…однак напад Росії на Україну та черговий масштабний виток репресій зробили це перестраховування безглуздим.
Він також повідомив, що телеграм-канал «Агентство. Новости» збереже назву і продовжить роботу в новинному форматі

## Діяльність
Видання «Проект» спеціалізується на розслідувальній журналістиці. На сайті видання публікуються текстові версії розслідувань, на його YouTube-каналі — відеоверсії розслідувань і подкасти. Видання також публікує матеріали на своїх сторінках у Telegram, ВКонтакте, Instagram, Яндекс. Дзен, Twitter і Facebook.
Перші розслідування були присвячені окремим темам, слабко пов'язаним між собою (космонавтика, інтерв'ю із серійним убивцею тощо). Пізніше видання почало розміщувати матеріали про таємні зв'язки й підприємницьку діяльність російських чиновників і партій, корупційні схеми вищих ешелонів російської влади і великого бізнесу та про тиск і вплив влади Росії на ЗМІ та соціальні мережі. Вийшли розслідування про осіб, які проживають на Рубльовці, у яких вказувалося про зв'язки Роснафти і Amaffi, дослідження, присвячені темі доходів Рамзана Кадирова та Адама Делімханова, а також спецпроєкт «Залізні маски», присвячений Володимиру Путіну і його оточенню — Віктору Золотову, Юрію Ковальчуку, Рамзану Кадирову, а також ймовірній коханці Світлані Кривоногих.
Різні видання зазначають, що з 2019 року, після публікацій про ПВК «Вагнер» та її зв'язки з Євгеном Пригожиним, за журналістами «Проекту» було встановлено стеження, пов'язане з російською владою.
1 квітня 2022 року, у рік 70-річчя Володимира Путіна, «Проект» випустив розслідування про його здоров'я, у якому з посиланням на обізнані джерела та документи Центральної клінічної лікарні розповіло про травми й передбачувані діагнози президента, про які ніколи офіційно не повідомлялося, про його захоплення пантовими ваннами, а також про лікарів різних спеціалізацій (лорів, нейрохірургів і хірурга-онколога), які супроводжують його в неофіційних поїздках.
У 2023 році видання випустило:
- Фільм «Його війна» про те, як Володимир Путін розпочав війну проти України[64][65].
- Масштабне розслідування «Пси війни» (стилізований запис російською — «Пссы войны»), яке містило перелік російських олігархів, що беруть участь у постачанні продукції російському оборонному комплексу[66][67].
- Розслідування про главу МНС Олександра Куренкова, у якому виявило дружину міністра і пов'язані з нею активи[68][69].
- Розслідування «Залізні маски. Заключний сезон», присвячене Володимиру Путіну та Аліні Кабаєвій[70][71].
- «Побут і звичаї епохи П.», присвячене земельним володінням, вибудуваним навколо президентської резиденції, та родичам Володимира Путіна[72][73].
- «Портрет Германа Грефа, найліберальнішого з російських корупціонерів», присвячене офшорам глави Сбербанку Росії[74][75].
- Інші значущі розслідування.

17 червня 2024 року «Проект» випустив фільм «Вертикаль Кадирова. Повна крові біографія», присвячений правлінню династії Кадирових у Чеченській Республіці. «Проект» наводить докази про те, як Рамзан Кадиров брав участь у першій і другій чеченських війнах, про підготовку до його приходу до влади, про причетність до смертей людей з його сім'ї та наближених до сім'ї, про дружбу з Тіматі, про корупцію сім'ї Кадирових, про неповнолітніх наложниць у гаремі, про справжніх матерів дітей Кадирова, про зв'язок його людей зі смертями російської ліберальної політичної опозиції, як-от Борис Нємцов, і про надмірні порушення прав і свобод людини людьми Кадирова. Зокрема, джерелами фільму були наближені до Рамзана Кадирова люди, які вирішили залишитися анонімними.

## Нагороди
Станом на вересень 2022 року журналісти видання «Проект» 14 разів ставали лауреатами журналістської премії «Редколлегия», а також двічі отримували премію журналісти спорідненого видання «Агентство».
У 2019 році стаття Романа Баданіна, Михайла Рубіна та Марії Жолобової «Портрет Алексея Громова, руководителя российской государственной пропаганды», опублікована в «Проекте», здобула премію «Професія — журналіст» громадської організації «Открытая Россия» в категорії «Інтерв'ю + портрет».
У серпні 2020 року видання отримало премію «Свободная пресса Восточной Европы» німецького фонду Zeit-Stiftung і норвезького Fritt Ord («за дослідження про корупцію та зловживання владою»).
У 2024 році стаття Віталія Солдатських, Катерини Рєзнікової та Романа Баданіна «Пссы войны. Путеводитель по российским олигархам военного времени» виграла премію European Press Prize в номінації Innovation Award.

## Фінансування
За заявою Романа Баданіна, «Проект» існує за рахунок пожертвувань своїх спонсорів.